# Alice Šnirychová
Alice Šnirychová, provdaná Dvořáková (* 16. února 1957 Olomouc) je divadelní, televizní, filmová a rozhlasová herečka, dabérka, pedagožka, produkční a asistentka režie.

## Životopis
Narodila se 16. února 1957 v Olomouci jako prostřední ze tří sourozenců. Vystudovala Střední průmyslovou školu filmovou v Čimelicích, obor zvuková technika a v roce 1980 promovala na Akademii múzických umění v Praze, obor činoherní herectví.
Během své dlouholeté kariéry účinkovala nebo hostovala v divadlech Ha Divadlo (1980 – 1982), Divadlo v Šumperku (1982–1983), Uherském Hradišti (1983–1984), Divadelní spolek Kašpar (1996–1998), Divadelní společnost V. Hybnerové a S. Rašilova (2002–2005), aj.
Televizním divákům se představila v menších rolích v seriálech Ulice (2005), Vyprávěj (2009), Expozitura (2009), Ordinace v růžové zahradě (2014), či Modrý kód (2019). Filmoví diváci ji mohli vidět jako matku dvojčat Fabiánových ve filmu Obecná škola (1991), v pohádce Saxana a lexikon kouzel (2011) a ve filmech Duše jako kaviár (2004) a Pohádkář (2014).
Její práce v dabingu obnáší přes 150 dabingových rolí v seriálech a hraných a animovaných filmech pro české i zahraniční filmové a televizní společnosti, např. Kriminálka Miami, Hořký měsíc, Sedm životů, McBride, Muži, kteří nenávidí ženy, Rozpoutané peklo, Shrek: Zvonec a konec, Černá labuť, aj.
Po sňatku s Pavlem Dvořákem používala 25 let příjmení Dvořáková, které figuruje v titulcích některých děl, na nichž se v minulosti podílela.
V letech 2009–2017 působila jako pedagožka na Mezinárodní konzervatoři v Praze.

## Filmografie[3]
- 1978 – Skandál v Gri-Gri baru (lehká dívka)
- 1988 – The Raggedy Rawney (Renee)
- 1989 – Nemocný bílý slon (Vršínkova sekretářka)
- 1989 – Konec starých časů (učitelka a vychovatelka Ellen)

- 1991 – Žebrácká opera (hubená prostitutka)
- 1991 – Obecná škola (Fabiánová, matka dvojčat)
- 1993 – Kráva (Anežka)
- 1993 – Kaspar Hauser
- 1999 – Agáta (máti)
- 2002 – Únos domů (kuchařka)
- 2004 – Duše jako kaviár (lékařka)
- 2007 – Všichni do jednoho (Renáta Zavadská)
- 2008 – O rodičích a dětech (vdova)
- 2009 – 2Bobule (Milada Kozderková)
- 2010 – Ležáky 42 (Františka Švandová)
- 2011 – Saxána a Lexikon kouzel (baba Jaga)
- 2014 – Pohádkář (soudkyně)
- 2018 – Jan Palach (pošťačka Krobová, sousedka Palachových)
- 2022 – Reklama na Vánoce